# 도문대작

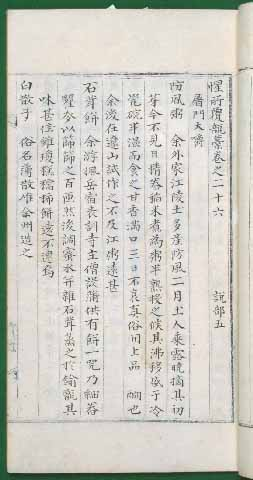
《성소부부고》(惺所覆覆藁) 제26권인 《도문대작(屠門大嚼)》

《도문대작》(屠門大嚼)은 1611년(광해군 3년)에 허균이 지은 음식품평책으로, 총 26권 12책으로 구성된 《성소부부고》에 들어있다. 이 책은 허균이 전라도 함열(咸悅)로 귀양가 있던 시기에 저술한 것으로, 유배지에서 거친 음식만을 먹게 되자, 이전에 먹었던 맛있는 음식을 생각나는 대로 서술하였다. ‘도문(屠門)은 소나 돼지를 잡는 푸줏간의 문이고, 대작(大嚼)은 크게 씹는다는 뜻이다. 즉, 이 제목은 현재 먹을 수 없는 고기를 생각하며 "푸줏간 문을 향해 입맛을 다신다"라는 뜻이다.
이 책은 병이류(餠餌類) 11종, 과실류 30종, 비주류(飛走類: 고기류) 5종, 해수족류(海水族類: 어패류) 40종, 소채류 25종, 분류하지 않은 음식 5종 등 총 117종의 식품과 식재료에 대한 분류와 이름, 특산지, 재배 기원, 생산 시기, 가공법, 모양과 맛 등의 내용을 몇 가지씩 언급한다.

## 구성
《도문대작》은 조선시대 여러 지방의 진미와 팔도의 명물 및 산해진미, 채소, 과일, 고기 및 생선 등 각지의 식품까지 상세히 적고 품평하였다. 책의 내용은 크게 과실류, 고기류, 생선류, 채소류로 나뉜다.

### 과실
총 30종의 과실류를 다르며, 조선에 흔한 밤, 대추를 비롯한 여러 종류의 과일을 기록하고 각 산지를 밝힌다. 제주산의 귤에서 종래 금귤(金橘), 감귤(甘橘), 청귤(靑橘), 유감(柚柑), 유자(柚子), 감류(甘榴) 등 6종이 기록된다.

### 고기
고기류는 웅장, 사슴의 꼬리와 혀, 꿩고기, 표범의 태(胎) 등을 진기한 음식을 언급하며, 산지를 기록한다.

### 어패류
어패류는 붕어, 숭어, 준치, 은어, 대구, 고등어, 송사리 등의 물고기와 조개, 게 등의 40여종의 어패류를 기록하며, 산지와 맛을 품평하였다. (목록 전체인용:)
- 한강 : 숭어, 웅어, 복어, 꺽지
- 양평군: 금린어
- 충청도 임천, 한산, 전라도 임피 : 백어
- 아산 : 황석어
- 서해 : 자하
- 강릉 : 붕어,열목어,정어리
- 삼척산 : 게 (크기가 작은개만하다, 대쪽 같고 맛이 달고, 포로 만든다)
- 강원도 : 영동산,
- 동해산 : 방어, 연어송어, 누루치, 가자미, 광어, 은어, 연어알젓,
- 북방산 : 대구어, 팔대어,
- 전라도 흥덕.부안 : 오징어,도하
- 영남 : 은구어
- 평안도 영변군 : 눌치
- 황해 : 대하
- 서해 : 고도어, 청어, 민어, 석수어, 소어, 낙지, 진어

### 채소
채소류에서는 생강, 겨자 등의 26가지 채소의 종류와 각 산지를 기록한다.

### 조과류
조과(造果)는 한국의 전통적인 과자류를 총칭하며, 일반적으로 양과와 대별하여 한과라 부른다. 유밀과(油蜜果)는 제사와 잔치, 손님 대접으로 만들며, 종류에는 약과, 대계(大桂), 중배끼[中桂果, 홍산자(紅癎子), 백산자(白癎子), 빙과(氷果), 과과(瓜果), 봉접과(蜂蝶果), 만두과, (饅頭果) 등이 있다.
서을의 시식(時食)’이라는 부분에서 증병(蒸餠), 월병(月餠), 삼병(蔘餠), 송고유밀(松膏油蜜:송기떡), 자병(煮餠:전병) 등을 기록한다.
또한 약식(藥食)은 정월 보름에 경주의 옛 풍습으로 까마귀에게 먹인 것인데, 중국인이 이것을 배워서 만들어 고려반이라 하였다고 기록한다.

## 같이 보기
- 음식디미방
- 수운잡방
- 시의전서
- 증보산림경제
- 규합총서
- 시의방

## 참고
- 간략한 도문대작의 설명 보관됨 2011-10-06 - 웨이백 머신 (출처:디지털 한글박물관)
- 과자에 대한 문헌기록
- 도문대작:8도의 명물 토산품과 별미음식을 소개한 책[깨진 링크(과거 내용 찾기)] (출처:에듀넷 브래태니커 학습백과)